# 国际动物学会
国际动物学会（International Society of Zoological Sciences，简称ISZS）是为了鼓励动物学方面的研究、教育和交流而成立的。该协会既包括个别学者，也包括专业组织，并特别努力增加研究资源的可用性，加强动物学不同分支之间的合作。也是经中华人民共和国外交部和中国科学技术协会批准，在中华人民共和国民政部正式登记注册的首个学科级国际学术团体。
学会成立于2004年8月24日，在当时在北京召开的第十九届国际动物学大会上，经各国动物学家投票一致同意决定成立ISZS，常设秘书处挂靠在中国科学院动物研究所。国际动物学会的成立得到了国务院和国际生物科学联合会（IUBS）的支持。
国际动物学会的宗旨是，团结从事动物科学的学者、教育者以及各国动物学专业组织，促进不同专业领域的协调与合作，推动动物科学的发展。近年来，在有关各方支持和努力下，特别是在中国科协、中国科学院和中国科学院动物研究所的支持下，学会开展了包括出版会刊《Integrative Zoology（整合动物学）》、主办整合动物学系列国际研讨会、召开第20届国际动物学大会、承担国际研究项目“全球气候变化的生物学效应”国际研究计划、举办高端研修班、教育培训、科普宣传等一系列国际学术活动。目前，学会拥有团体会员43个，覆盖个人会员人数2万多人，个人会员603个，分布全球55个国家和地区。国际动物学会的工作，推动了世界整合动物学的发展，促进了中国动物学界的国际交流。
国际动物学大会（International Congress of Zoology）是国际动物学界最高级别的盛会，每四年举办一次。
第十八届 2000 希腊雅典
第十九届 2004 中国北京
第二十届 2008 法国巴黎
第二十一届 2012 以色列海法
《Integrative Zoology（中文译文：整合动物学）》是国际动物学会的官方期刊，由中国科学院动物研究所和国际动物学会主办，并与国际出版商Wiley-Blackwell合作出版的动物学学术性英文期刊。刊物面向动物学工作者，其宗旨就是要促进学科交叉，推动国际动物学发展，推动中国动物科学走向国际。

## 现任执委会成员
主席
张知彬（中国）
副主席
Abraham S. Haim（以色列）
Yoshitaka Nagahama（日本）
执委
Rosa Polymeni（希腊），Jürgen Heinze (德国)，Nils C. Stenseth (挪威)，Marvalee Wake（美国），Sarita Maree（南非）
前任主席
Jean-Marc Jallon（法国）
顾问委员会主席
John Buckeridge（澳大利亚）
顾问委员会委员
Michael Schmitt（德国）
Edwin L. Cooper（美国）
解焱（中国）
名誉主席
Francis Dov Por（以色列

## 秘书处
秘书长：韩春绪（中国）